# Confederazione Generale Italiana del Lavoro
Die Confederazione Generale Italiana del Lavoro (CGIL) ist ein nationaler Gewerkschaftsbund in Italien. Sie wurde am 3. Juni 1944 gegründet durch die Einigung von Sozialisten, Kommunisten und Christdemokraten, niedergelegt im sogenannten Vertrag von Rom (patto di Roma).
Aufgrund der Annäherung der CGIL an die Kommunistische Partei Italiens trennten sich 1948 die Christdemokraten und gründeten mit der CISL einen eigenen Gewerkschaftsbund. 1950 trennten sich auch die Sozialdemokraten und Laizisten und gründeten die UIL. Die CGIL stand bis zu deren Auflösung oder Umbenennung 1991/1992 der Kommunistischen Partei und der Sozialistischen Partei nahe und seither dem heutigen linken Parteienspektrum.
Die CGIL ist Mitglied des Internationalen Gewerkschaftsbundes (IGB) und des Europäischen Gewerkschaftsbundes (EGB). In der Mitgliederliste des IGB wird die Mitgliederzahl mit 5.616.210 angegeben (Stand: November 2017).
Der AGB/CGIL (Allgemeiner Gewerkschaftsbund) ist der zweisprachige Südtiroler Ableger der CGIL.
Die CGIL gründete den Berufsbildungsverband Ente Confederale Addestramento Professionale, der seit 1970 auch in der Schweiz existiert und dort später in eine Stiftung umgewandelt wurde (siehe ECAP).

## Vorsitzende seit 1944
- 1944–1957 Giuseppe Di Vittorio
- 1957–1970 Agostino Novella
- 1970–1986 Luciano Lama
- 1986–1988 Antonio Pizzinato
- 1988–1994 Bruno Trentin
- 1994–2002 Sergio Cofferati
- 2002–2010 Guglielmo Epifani
- 2010–2019 Susanna Camusso
- seit 2019 Maurizio Landini